# Rosny-Rail
 (juillet 2020).
Rosny-Rail est un musée ferroviaire installé en gare de Rosny-sous-Bois (Seine-Saint-Denis).
Le musée s’articule autour de différents thèmes : l'histoire du chemin de fer, la voie, la signalisation, le matériel roulant, etc. Une douzaine d'espaces ont été aménagés selon un découpage thématique et chronologique des grandes fonctions ferroviaires de la fin du XIXe siècle jusqu'à nos jours.
En plus de la simple visite, les visiteurs peuvent s’essayer à la conduite d'un train sur un réseau miniature grâce à une cabine de conduite reconstituée, et effectuer une petite balade à bord d'une draisine sur la voie de service attenante au musée.

## Thèmes abordés

### Le hall de gare
L’entrée du musée est la reconstitution d’une gare rurale des années 1930, avec son guichet en bois et sa bagagerie. La salle d’attente possède un poêle à charbon. On y trouve également une balance pour les colis, des malles et des valises prêtes à être expédiées ainsi que des affiches.

### La voie ferrée
La voie ferrée a été reposée à l’aide de coupons de rail récupérés dans la gare à la suite de travaux d’entretien. Sont présentés également de nombreux outils de cantonnier datant pour la plupart du début du XXe siècle.

### La signalisation

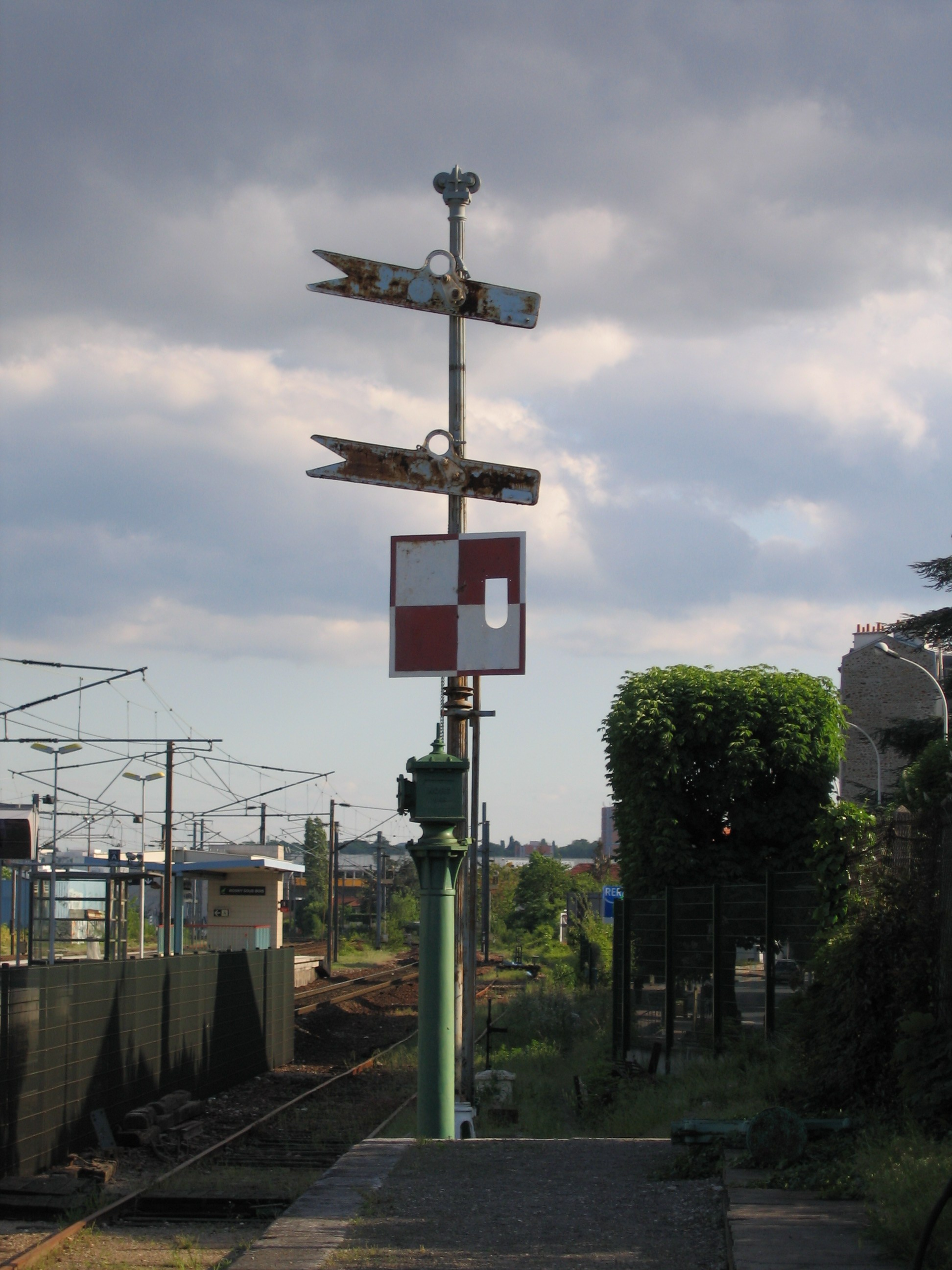
Carré à damier de type PLM.

Pour pouvoir être exploitées en toute sécurité, de tout temps les lignes ferroviaires ont été équipées de signaux, tout comme le sont les routes.
Le musée en possède un grand nombre, la plupart de type mécanique. Des panneaux explicatifs présentent le rôle de chacun d'entre eux. Néanmoins, les plus imposants et insolites sont exposés à l’extérieur du musée comme ce carré à damier de la compagnie PLM qui date des années 1860.
Le musée présente également un poste d'aiguillage de type Vignier en provenance de la région de Moulins-sur-Allier, construit par la compagnie PLM. Il a été entièrement démonté puis remonté sur place au musée.

## La conduite des trains

### La cabine de conduite

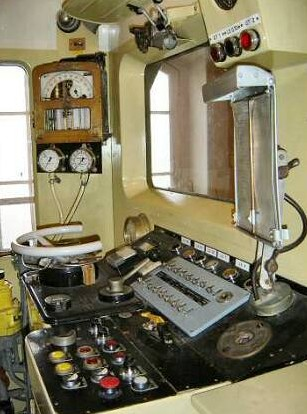
La cabine de conduite reconstituée.

Pour initier les visiteurs à la conduite des trains, une cabine de conduite d'une ancienne rame de banlieue a été reconstituée. Elle permet de piloter un train sur un réseau miniature.

### Le locotracteur à accumulateur

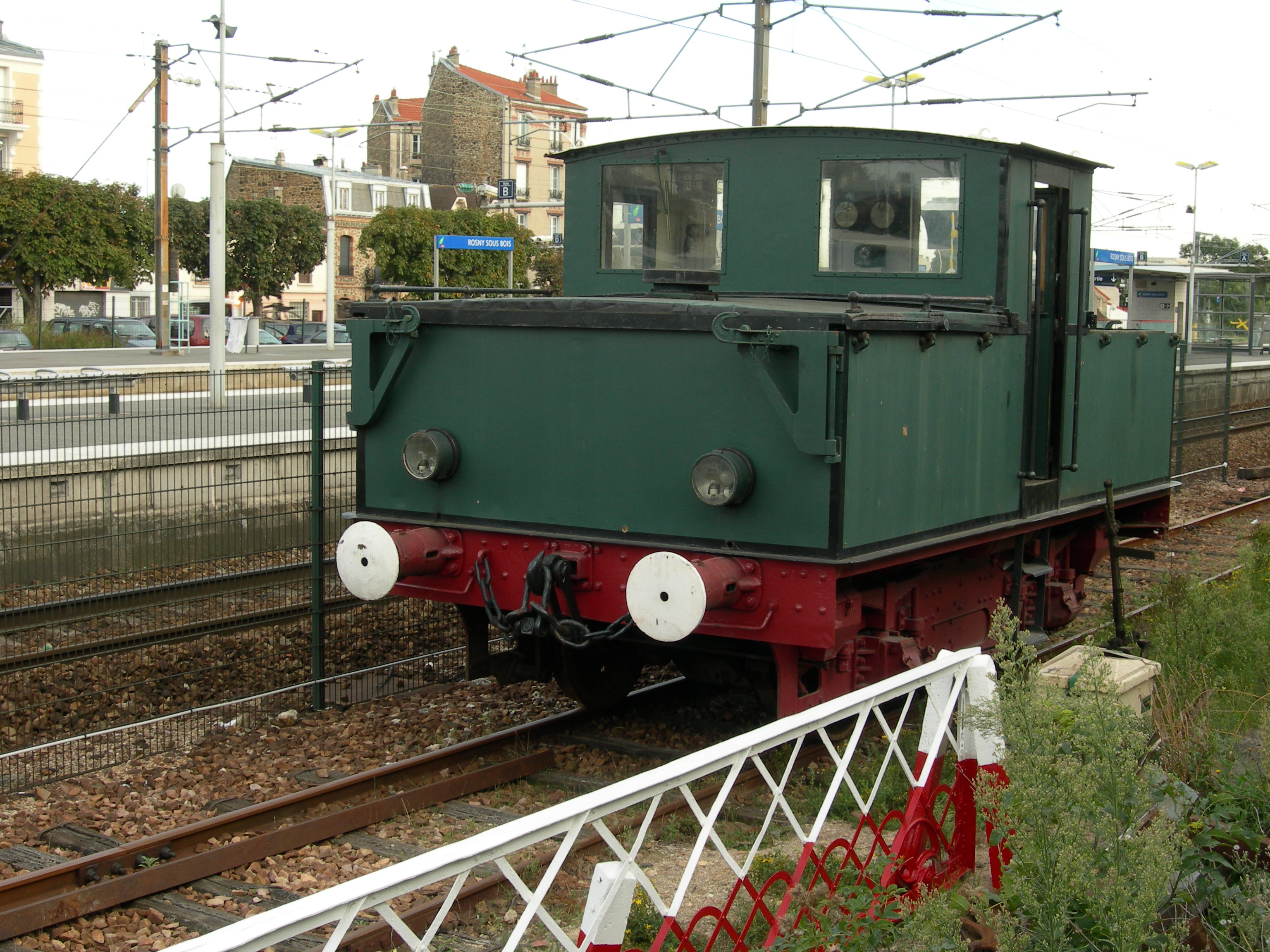
Le locotracteur électrique AEG.

Le locotracteur électrique (à accumulateurs), construit en 1930 par l'industriel AEG sur la base d'un tender prussien à deux essieux, a servi jusqu'en 1990 pour la manœuvre de wagons de fret sur le chemin de fer industriel de La Plaine Saint-Denis, au nord de Paris. Il a été récupéré en 1997 par les membres de l'association.
Un autre engin du même type provenant lui aussi du même chemin de fer industriel a été sauvegardé par le chemin de fer de la vallée de l'Eure (CFVE) à la gare de Pacy-sur-Eure jusqu'en 2021, date à laquelle il a été racheté par l'Eisenbahn-Club-Aschersleben eV à Aschersleben, un musée ferroviaire allemand. Il est transféré sur son nouveau lieu de résidence en janvier 2022.

### La draisine à moteur

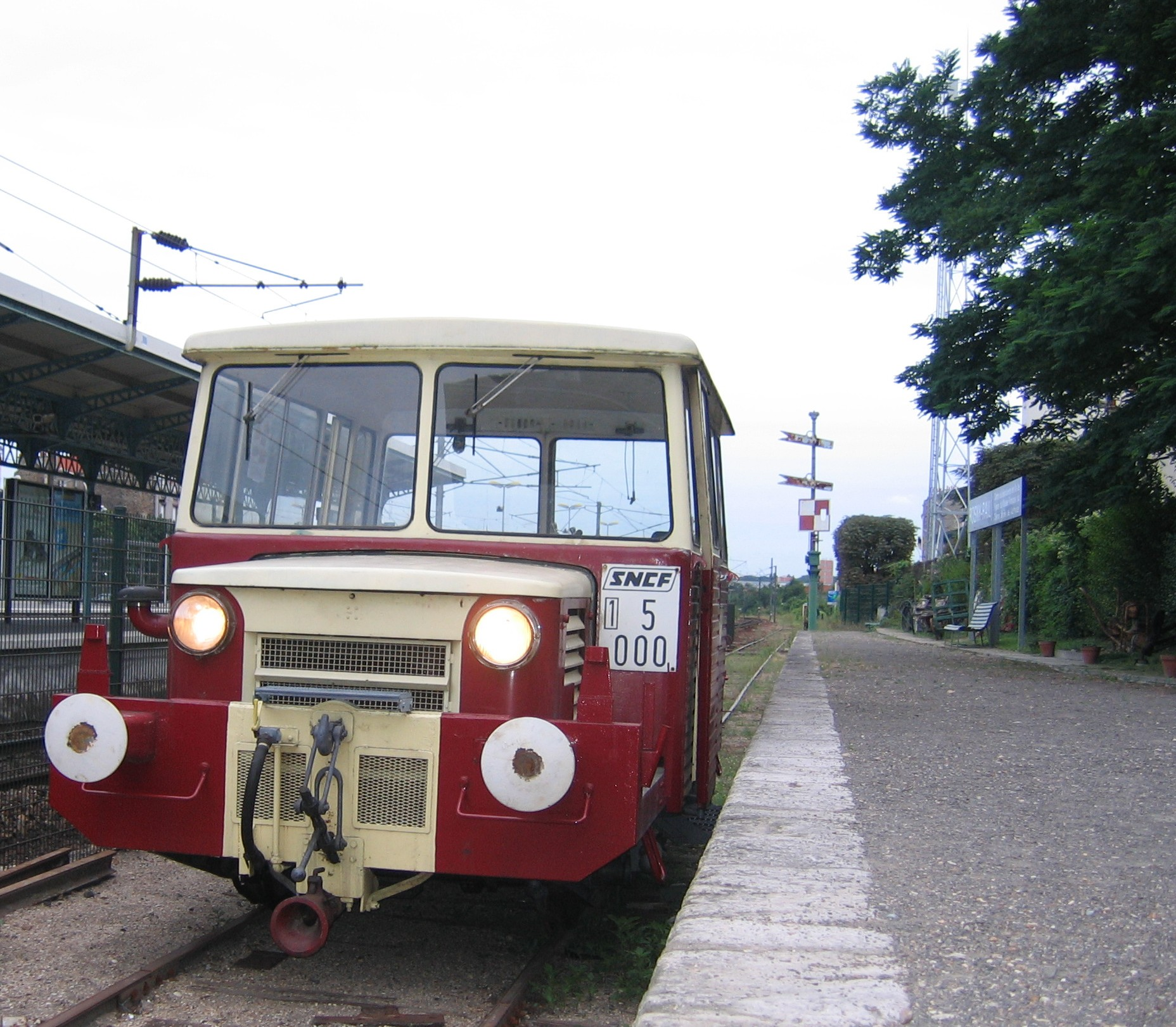
La draisine du Musée

Cette draisine, modernisée en profondeur, est issue d’une caisse et d'un capot moteur de DU 65 posés sur un châssis de draisine de 1950. Placées au centre de la cabine, les commandes permettent au conducteur de voir dans les deux sens de marche depuis la même place.
Employée sur la banlieue de Paris-Est, elle était affectée au dépôt de Noisy-le-Sec jusqu’au milieu des années 1990. Elle fut retirée du service actif du fait de sa faible vitesse, limitée à 60 km/h, et de la trop faible surface de sa plateforme arrière. Ce type d'engin servait au transport des agents de la voie et de leurs outils.
Elle a également été récupérée en 1997, alors qu’elle devait être exposée dans la cour de son dépôt d’attache en monument.

### La draisine à bras

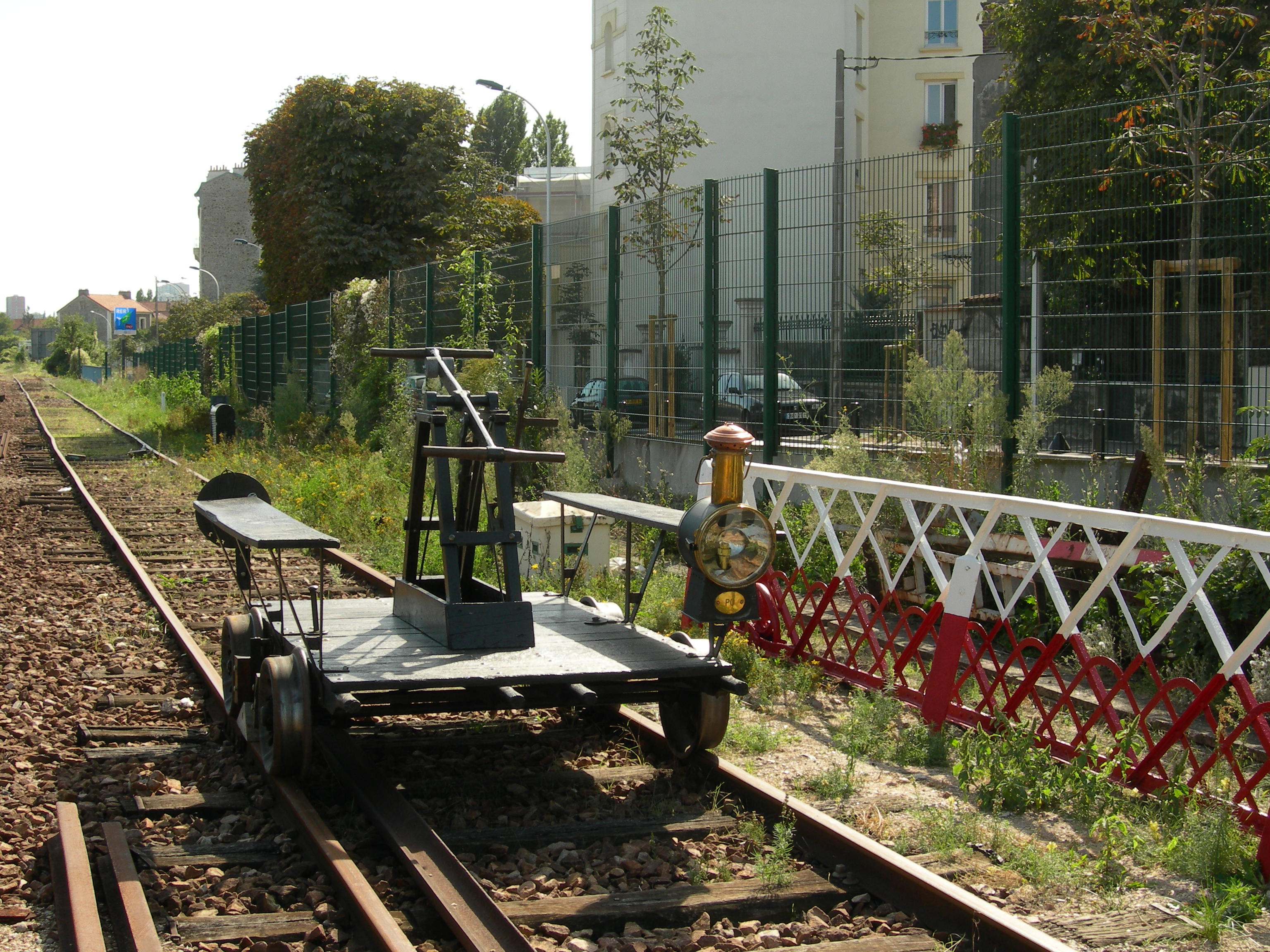
La draisine à bras (Lorry).

Retrouvée dans le Morbihan à la gare de Questembert, une draisine à bras fut acheminée à Noisy-le-Sec, où les membres du club ferroviaire noiséen ont reconstruit le châssis en bois et le système de propulsion, avec l’assistance du service mécanique de la SNCF.
Autorisée par les services SNCF compétents pour un usage sur des lignes fermées à tout trafic, elle a effectué plusieurs parcours, notamment sur la Petite Ceinture de Paris.
Le 24 août 1997, elle participe à un concours de vitesse sur rail, organisé à Laupen en Suisse, et atteint une vitesse moyenne de 26,770 km/h, mesurée sur 200 m, ce qui lui vaut le record mondial de vitesse sur rail dans sa catégorie.